# Hubert Faensen
Hubert Faensen, né le 29 décembre 1928 à Žandov, en Tchécoslovaquie, et mort le 23 janvier 2019 à Kleinmachnow, est historien de l'art et directeur de publication allemand.

## Biographie
Hubert Faensen naît le 29 décembre 1928 à Žandov.
Il grandit à Aix-la-Chapelle et à Chemnitz. De 1943 à 1945, il sert dans l'armée de l'air. En 1946, il rejoint l'Union chrétienne-démocrate d'Allemagne (RDA). De 1947 à 1949, il étudie d'abord les sciences sociales à Rostock, puis travaille de 1949 à 1952 comme rédacteur bénévole et culturel pour le journal CDU Der Demokrat à Schwerin. Pendant ce temps, il est également consultant auprès de la section de la CDU de Mecklembourg et membre de l'exécutif du Land de Mecklembourg.
Il meurt le 23 janvier 2019.